# Glas
Pour les articles homonymes, voir Glas (homonymie).

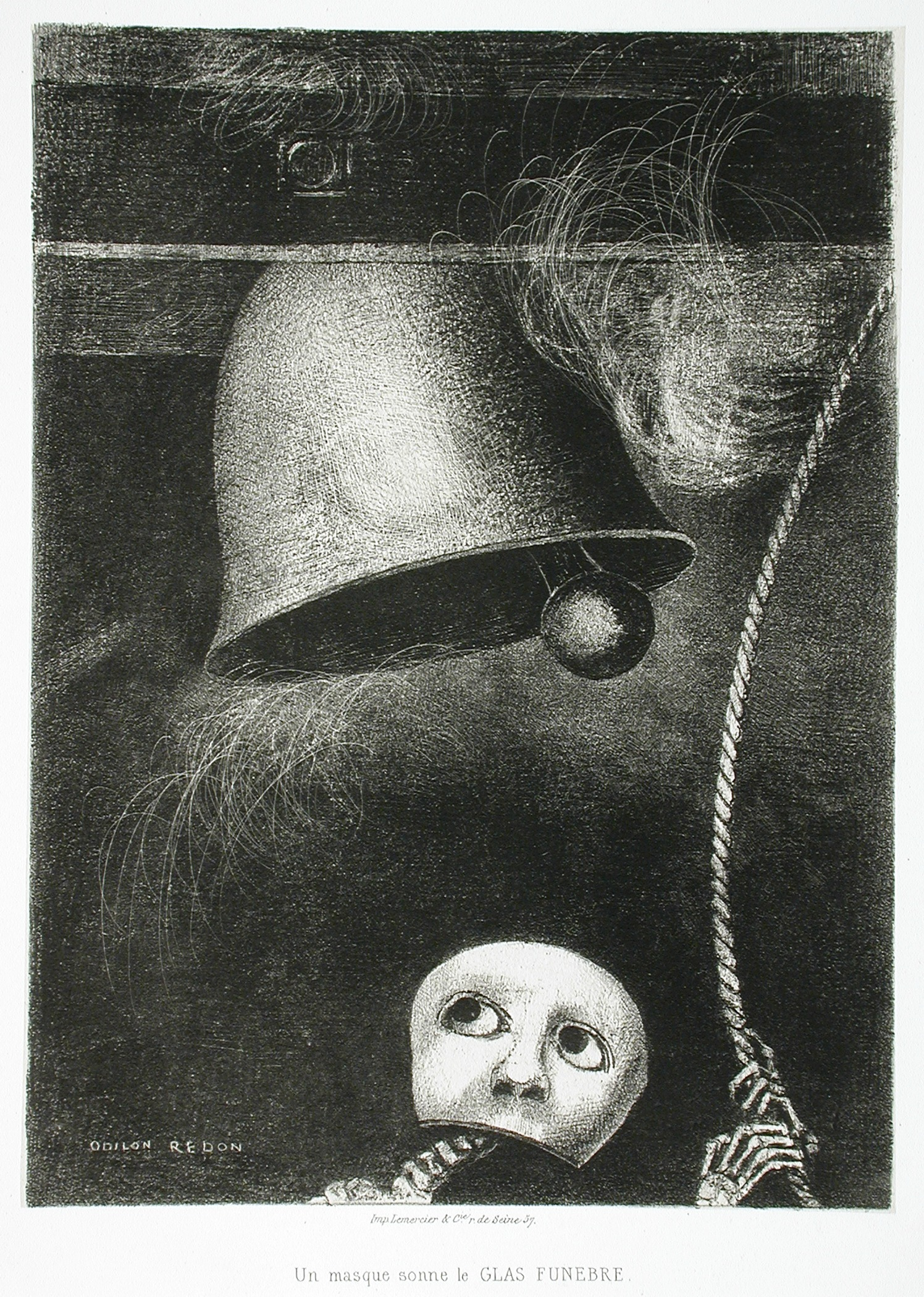
Un masque sonne le glas funèbre, lithographie d'Odilon Redon parue en 1882 dans son album À Edgar Poe.

Le glas (du latin populaire classum, « sonnerie de trompettes »), appelé aussi « cloche des morts », est la sonnerie de cloche signalant l'agonie, la mort ou les obsèques d'une personne, dans la tradition catholique et orthodoxe. 
Il a longtemps été sonné dès l'agonie d'une personne jusqu'à sa mort, ou alors entre sa mort et ses funérailles, et actuellement lors des obsèques (au début, au moment de l'absoute, et à la fin).
Le glas est aussi sonné pour annoncer une calamité publique, des catastrophes, des attentats.
Il est parfois remplacé par le tintement funèbre (en).

## Éléments historiques
L’Église introduit l’usage du glas pour annoncer des évènements tragiques dès le VIe siècle. Les premières utilisations attestées de cette cloche pour signaler un décès remontent au VIIIe siècle (mention par Bède le Vénérable à l'occasion de la mort de l'abbesse Hida).

## Traditions dans le monde
La manière de sonner variait selon les paroisses : le nombre de coups et la taille des cloches utilisées étaient susceptibles de donner des informations sur le sexe, l'âge, la qualité de clerc ou laïc, voire l'origine géographique ou la condition sociale du défunt,,.

### En France
La responsabilité de la mise en œuvre du glas en France repose aussi bien sur les mairies que sur les personnes impliquées dans la vie religieuse du lieu.
Dans les paroisses de Haute-Auvergne, le glas sonnait pendant le temps de l'agonie, puis à nouveau le jour de l'enterrement. Il marquait neuf coups pour un homme, sept pour une femme et cinq pour un enfant, puis une suite de coups, espacés régulièrement, dont le nombre correspondait à l'âge du défunt.
Dans les paroisses de Savoie et Haute-Savoie, le glas est sonné, majoritairement, par toutes les cloches :
- quand le sacristain apprend le décès,
- le jour de l'enterrement : 1 heure avant la cérémonie,
- à l'entrée et à la sortie du cercueil de l'église
- s'il existe, pendant la durée du cortège.

Certaines cathédrales, dont celle du diocèse de Meaux, sonnent le glas au moment de l'imposition des mains lors d'une ordination sacerdotale.
La moitié Nord de la France est marqué par la sonnerie du « Glas romain »,  la grosse cloche est en volée alors qu'une ou plusieurs cloches tintent.
- mélodie à deux cloches (exemple, Do en volée, Ré tinté) : Do Ré Do Do Ré Do Do Ré…
- mélodie à trois cloches (exemple, Do en volée, Ré et Mi tintés) : Do Ré Do Mi Do Ré Do Mi…
- mélodie à quatre cloches (exemple, Do en volée, Ré, Mi et Sol tintés) : Do Ré, Do mi, Do Sol, Do Ré…
- mélodie à cinq cloches (exemple, Ré en volée, Do, Mi, Fa et Si tintés) : Ré Mi, Ré Do, Ré Fa, Ré Si…

Le Sud de la France est marqué par la sonnerie du « Glas tinté », un marteau frappe une ou plusieurs cloches. Une mélodie existe pour les hommes et une autre pour les femmes, variable selon le lieu et les cloches disponibles.
En Bretagne, la cloche des trépassés est une cloche qui avertit les habitants de la mort d'un des leurs. En certaines paroisses de basse-Bretagne, appelée « Kloc'h an Anaon » en breton, un des habitants était chargé de la faire sonner dans les hameaux à chaque mort.

### En Belgique
Dans certaines églises ou dans certains beffrois communaux, une cloche porte le nom de « Cloche des Morts » ou « Cloche Funèbre ».[réf. souhaitée]

### En Angleterre
Dans certains locaux du sud de l'Angleterre, le glas était sonné par la cloche principale de l'église paroissiale dans une manière similaire que dans les paroisses de Haute-Auvergne : le jour de l'enterrement, il marquait neuf coups pour un homme, six pour une femme et trois pour un enfant, puis une suite de coups, espacés régulièrement, dont le nombre correspondait à l'âge du défunt.

## Dans la culture
- Les Neuf Tailleurs, roman policier de Dorothy L. Sayers, 1934.
- Pour qui sonne le glas, roman d'Ernest Hemingway de 1940, adapté au cinéma en 1943 par Sam Wood.
- Pour cigogne le glas, roman policier de Cyprien Luraghi, Éditions Baleine, collection « Le Poulpe », 1999.